# مصح النور
مستشفى مصح النور الخيري التطوعي، ويعرف بالمستشفى الأمريكي، والعروبية، هو مصح لعلاج الأمراض الصدرية في مدينة المفرق في الأردن. يأتي المرضى من شتى الدول العربية، وخصوصاً الأردن والعراق وسوريا والسعودية واليمن وغيرها من البلدان. قدم المستشفى الخدمات على مدار 50 عاماً مجاناً منذ أن كان مرض السل يفتك بالناس والبدو في الأردن.
تأسس المصح رسمياً بسنة 1970، وكان يعمل طاقمه من البعثات الكنسية المسيحية في فلسطين منذ عام 1956 قبل أن ينتقل مع حرب النكسة إلى الأردن. وللمصح فرع آخر في رأس النقب في معان. يبلغ عدد الكادر في المستشفى نحو (50) شخصا متوزعين ما بين أطباء وممرضين وفنيين وغيرهم، غالبيتهم من جنسيات عربية وأجنبية غير أردنية، جميعهم يقدمون خدمات لحوالي (100) مريض يومياَ يأتون من كافة أقطار العالم. تدير المستشفى الطبيبة ايلين كولمن وهي استراليّة الجنسية وتعمل في المصح سواءاً في الأردن أو فلسطين منذ سنة 1948.
يقوم المستشفى أيضاً بخدمة المرضى الذين يعانون من مرض السل والأزمة الصدرية والربو وسرطان الرئة ومرض الانسداد الرئوي المزمن والتليف الرئوي وقصور القلب الاحتقاني والأيدز. يقع المستشفى في مدينة المفرق. يقدم المستشفى خدماته مجاناً وإن كان يتقاضى أجور رمزية أحياناً.
بالإضافة للخدمات الصحية، يقدم المستشفى خدمات اجتماعية واقتصادية لمجتمعه المحيط واشتملت المعونات على تقديم الأغنام للعائلات الفقيرة للاستفادة المادية منها.